# GNU Find Utilities
Die GNU Find Utilities (auch findutils genannt) ist ein GNU-Paket, welches grundlegenden Dateisuchwerkzeuge für die Suche in Systemverzeichnissen von GNU und unixoiden Systemen anbietet. Es besteht aus Implementationen der Werkzeuge find, locate, updatedb und xargs. Allerdings wurde „locate“ und „updatedb“ in separate Pakete in den neuesten Versionen verschiedenster Linux-Distributionen geteilt.

## Programme in findutils
- find – Ein Programm zur Dateisuche in einer Dateihierarchie
- locate – Ein Programm das Dateien nach einem Muster in Datenbanken abgleicht und auflistet
- updatedb – Ein Programm das Dateinamen in einer Datenbank aktualisiert
- xargs – Ein Programm das Kommandozeilen von der Standardeingabe erstellt und ausführt